# 김명준 (2006년)
김명준(金明俊, 2006년 3월 21일~)은 대한민국의 축구 선수로 포지션은 센터포워드이며 현재 벨기에 내셔널 디비전 1 용 헹크 소속이다.

## 개인사
2023년 10월 11일, 영국 신문 가디언에서는 그를 2006년에 태어난 전 세계 최고의 선수 중 한 명으로 선정했다.